# Трансфэгэрашское шоссе

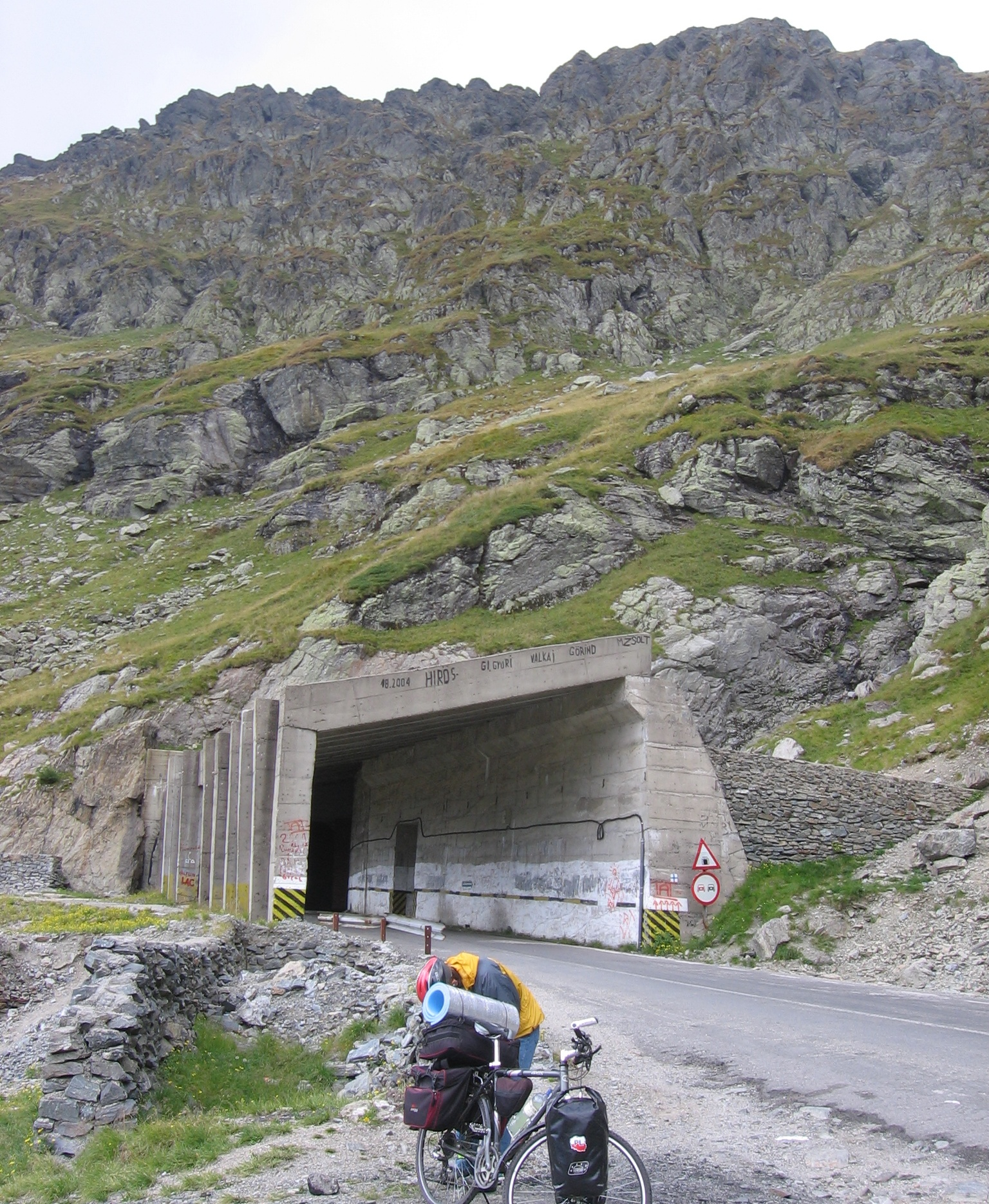
Вход в самый длинный из 5 туннелей Трансфэгэрашского шоссе

Трансфэгэрашское шоссе (Иногда употребляется: Трансфэгэрэшан, Трансфагарасан, рум. Transfăgărășan, DN7C) — горное шоссе в Карпатах, соединяющее румынские области Валахию и Трансильванию и проходящее через горный массив Фэгэраш.
Наивысшей точки достигает на высоте 2034 метра. Это вторая по высоте прохождения высокогорная трасса в Румынии. Наибольшей высоты достигает шоссе DN67C (Transalpina) — 2145 метров.
Трансфэгэрашское шоссе было построено в 1970—1974 годах по приказу Николае Чаушеску для военных нужд.
Строительство велось преимущественно силами и средствами Румынской армии. Причиной создания столь грандиозного проекта стал ввод войск стран Варшавского договора в Чехословакию в 1968 году, и Чаушеску опасался подобных действий в отношении своего режима. Как и многие другие масштабные проекты, строительство Трансфэгэрашского шоссе потребовало огромных затрат: только динамита было потрачено порядка 6000 тонн. Не обошлось и без жертв — на строительстве дороги погибли около 40 человек.
В честь строителей из состава инженерных войск Румынской армии, принимавших участие в прокладке шоссе, на двух участках установлены монументы с памятными табличками — один на высоте 1200 метров, и другой на высоте 1600 метров.
Сегодня это шоссе считается одной из красивейших дорог в мире и является одной из достопримечательностей Румынии. В его окрестностях также находятся и другие румынские достопримечательности: горное озеро и водопад Быля и крепость Поенарь, также известная как резиденция Влада Дракулы.
Из-за позднего таянья снега на высокогорном участке сквозное движение по дороге между северными и южными склонами Карпат открыто только с 30 июня по 1 ноября, и только в светлое время суток — с 06:00 по 22:00. Рекомендованая скорость движения — 40 км/ч. Тем не менее, имеется опыт успешного сквозного проезда по Трансфэгэрашскому шоссе в июне.
В 2009 году на этой дороге тестировали свои спорткары ведущие Top Gear, и Джереми Кларксон назвал её лучшей для езды на спортивных машинах.

## Фотогалерея

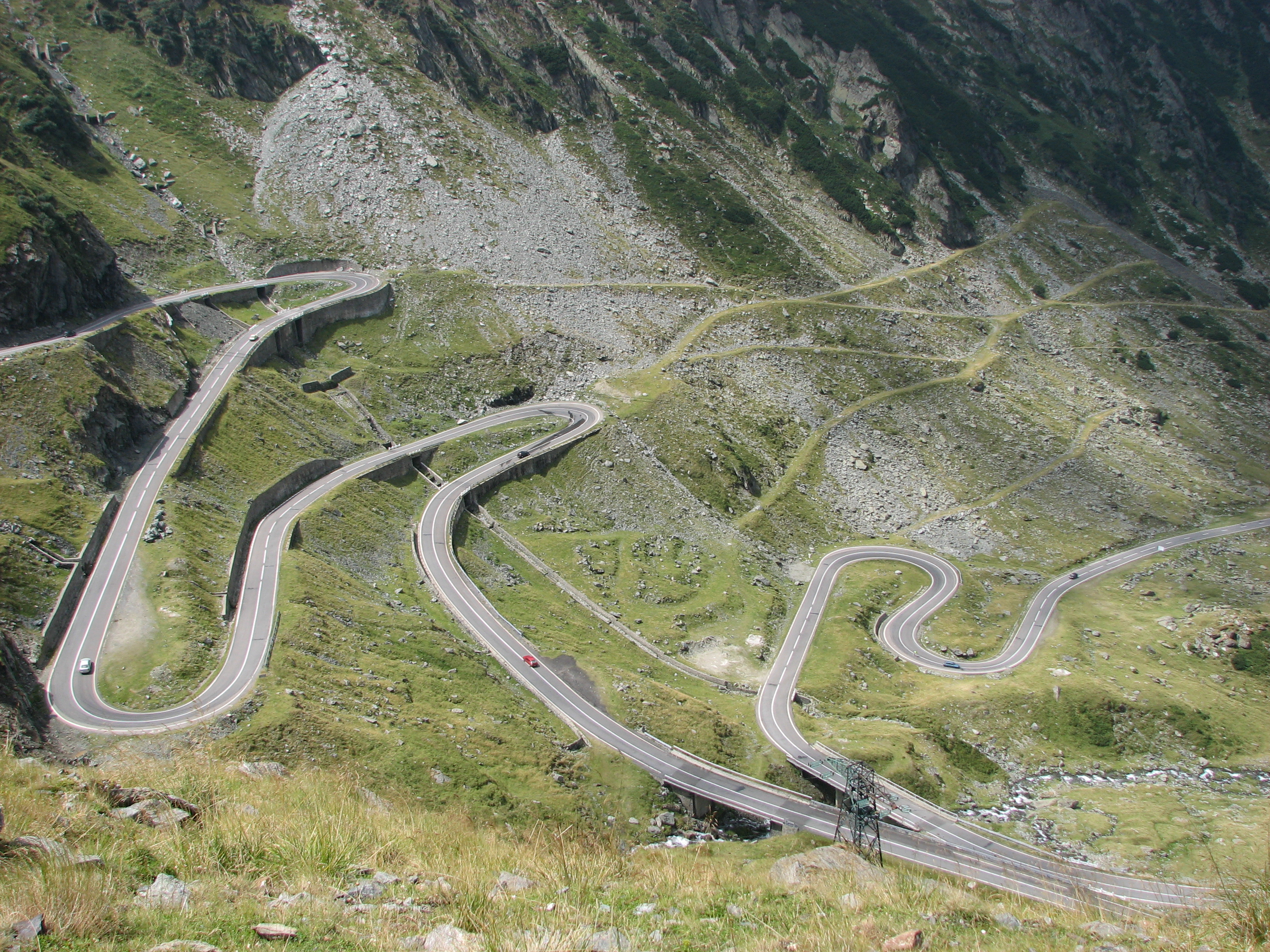
Участок Трансфэгэрашского шоссе близ города Сибиу
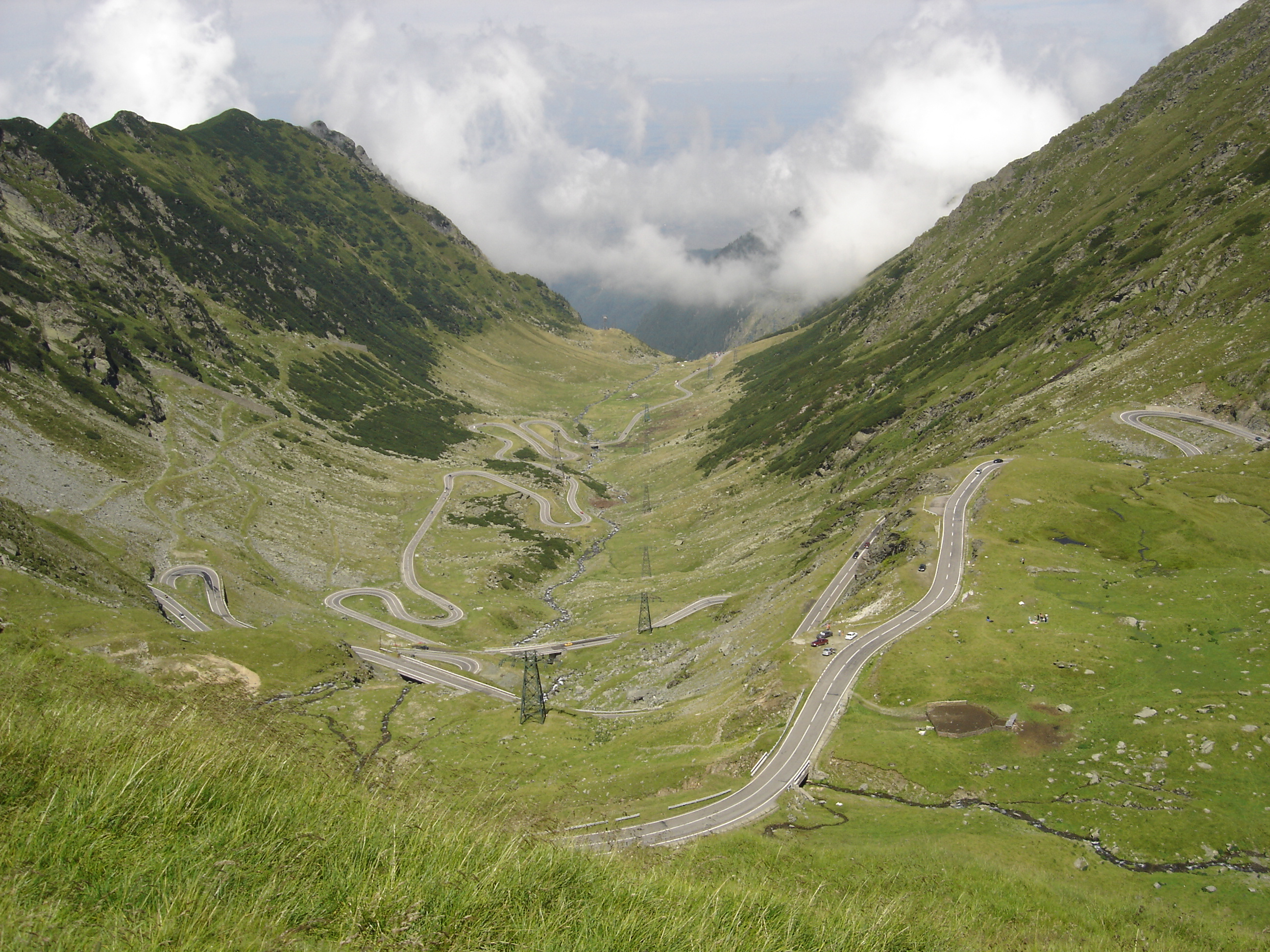
Участок горного серпантина
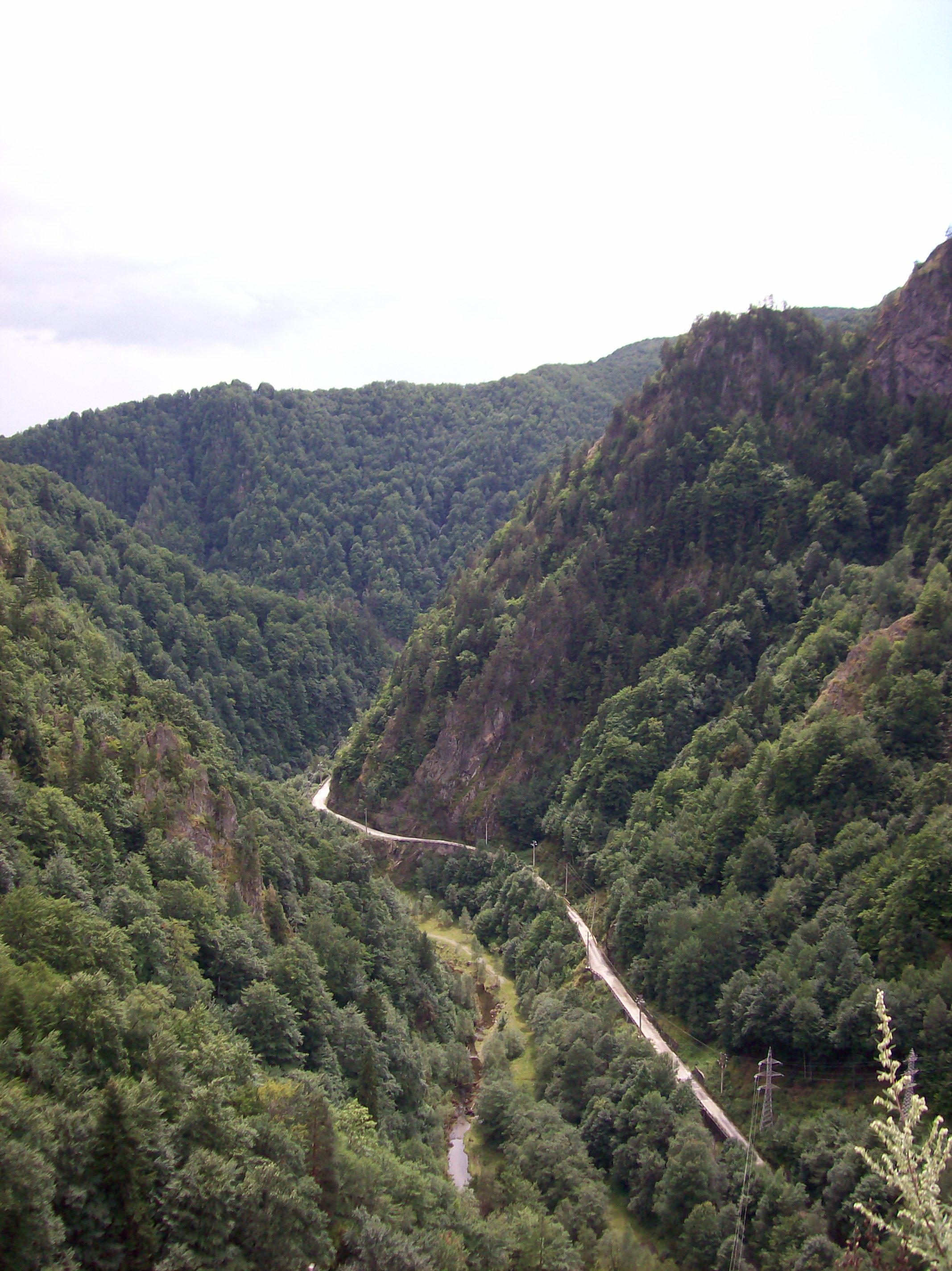
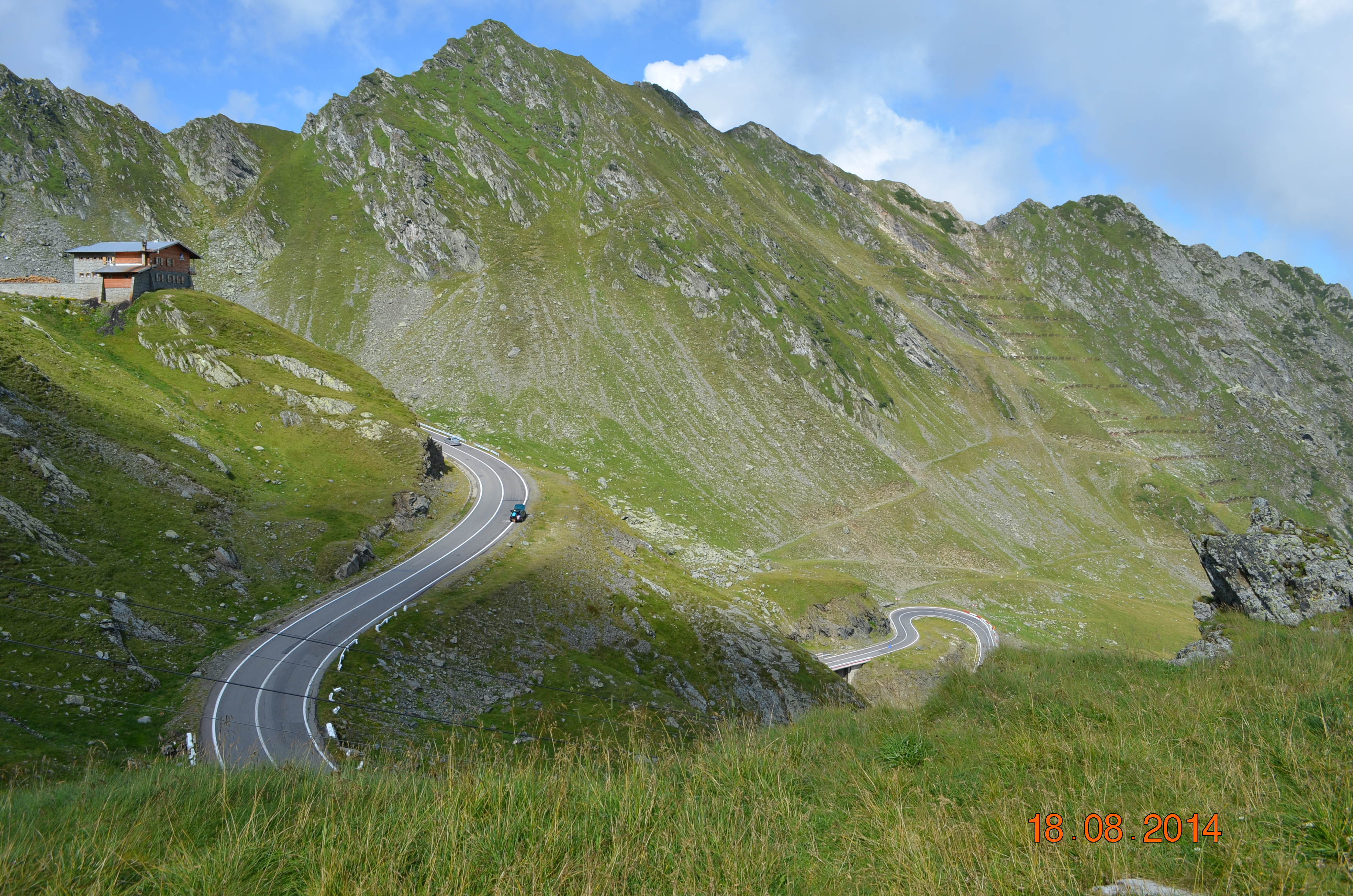
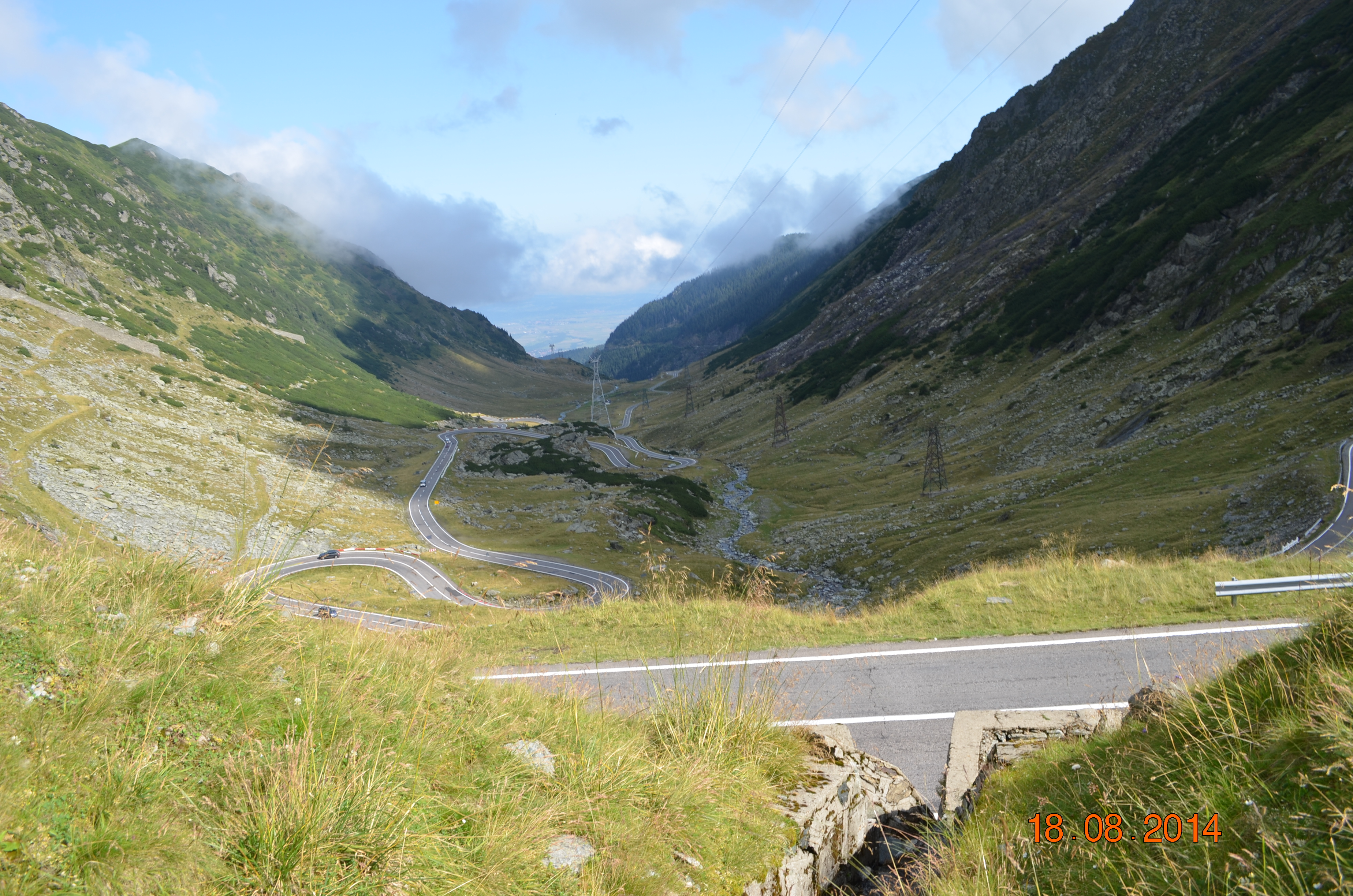
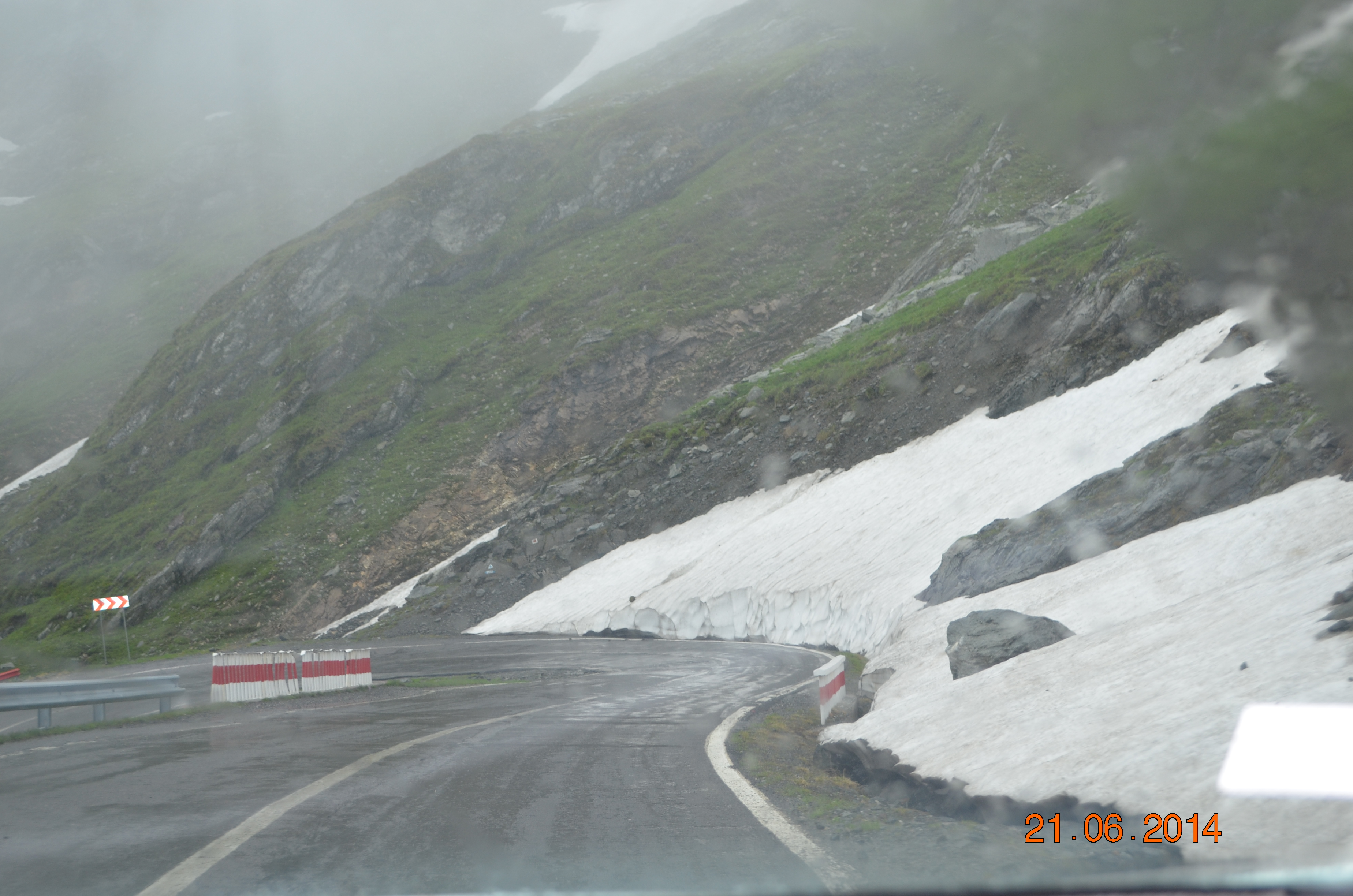
Трансфэгэрашское шоссе в июне 2014
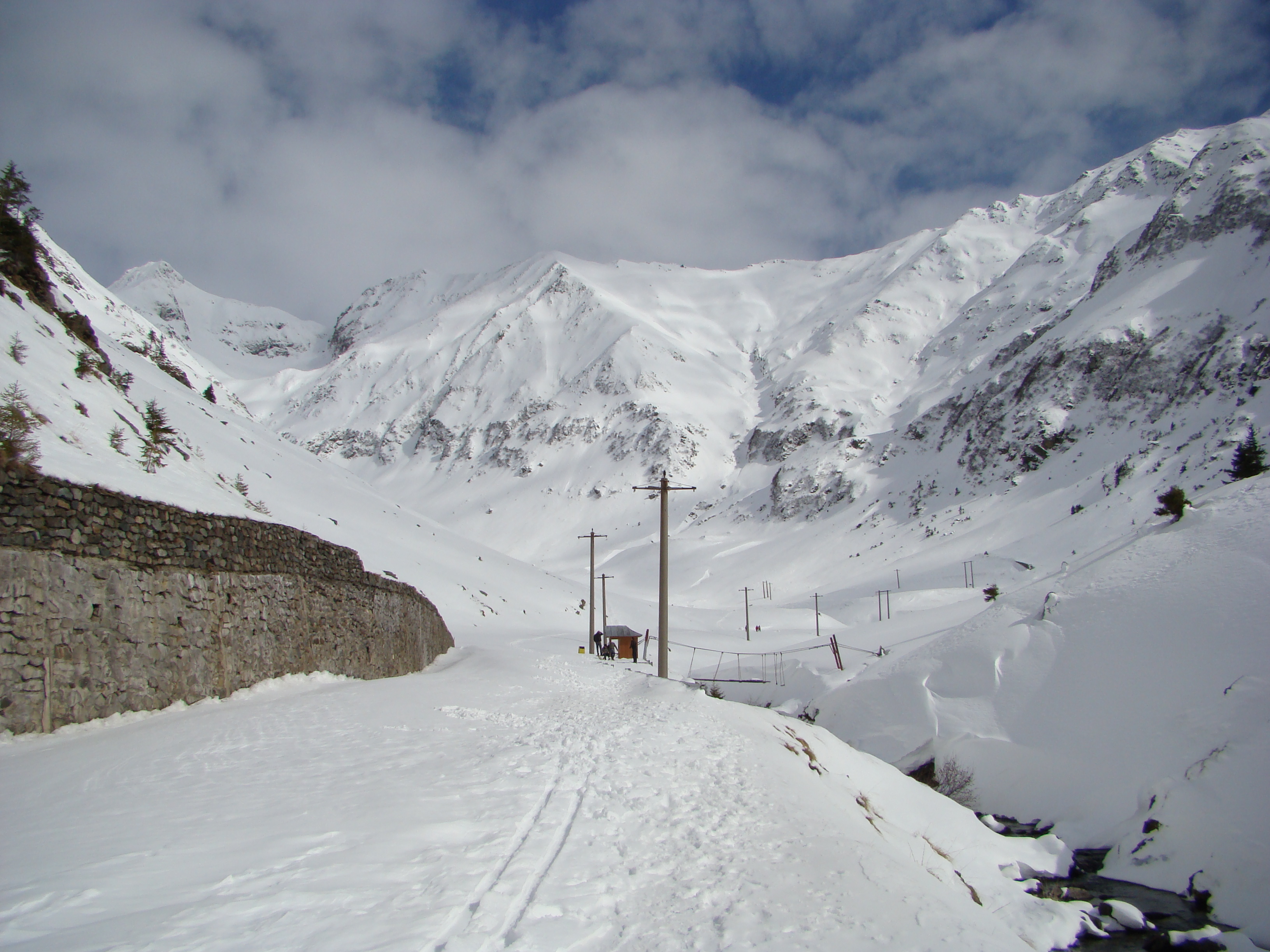
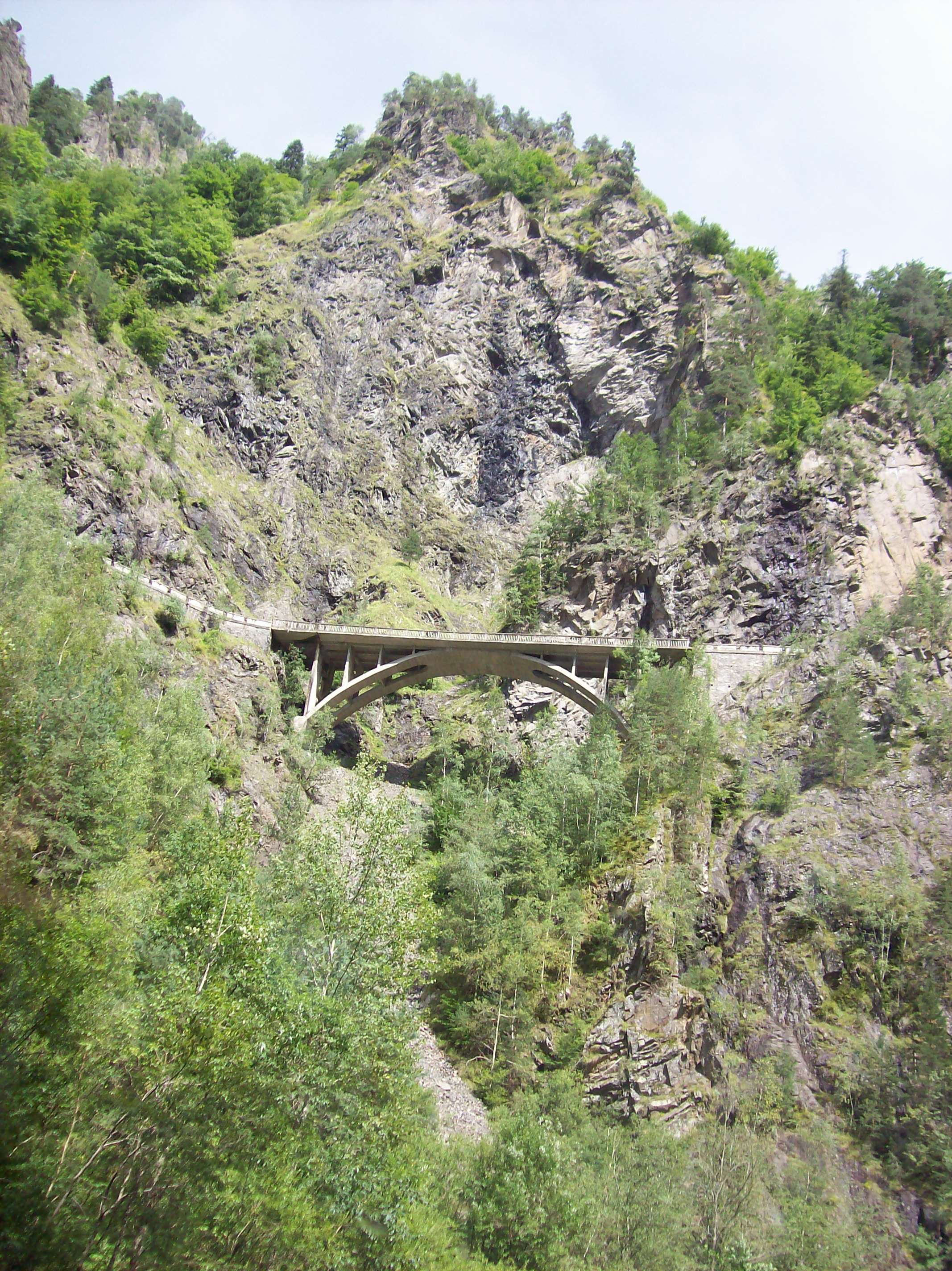
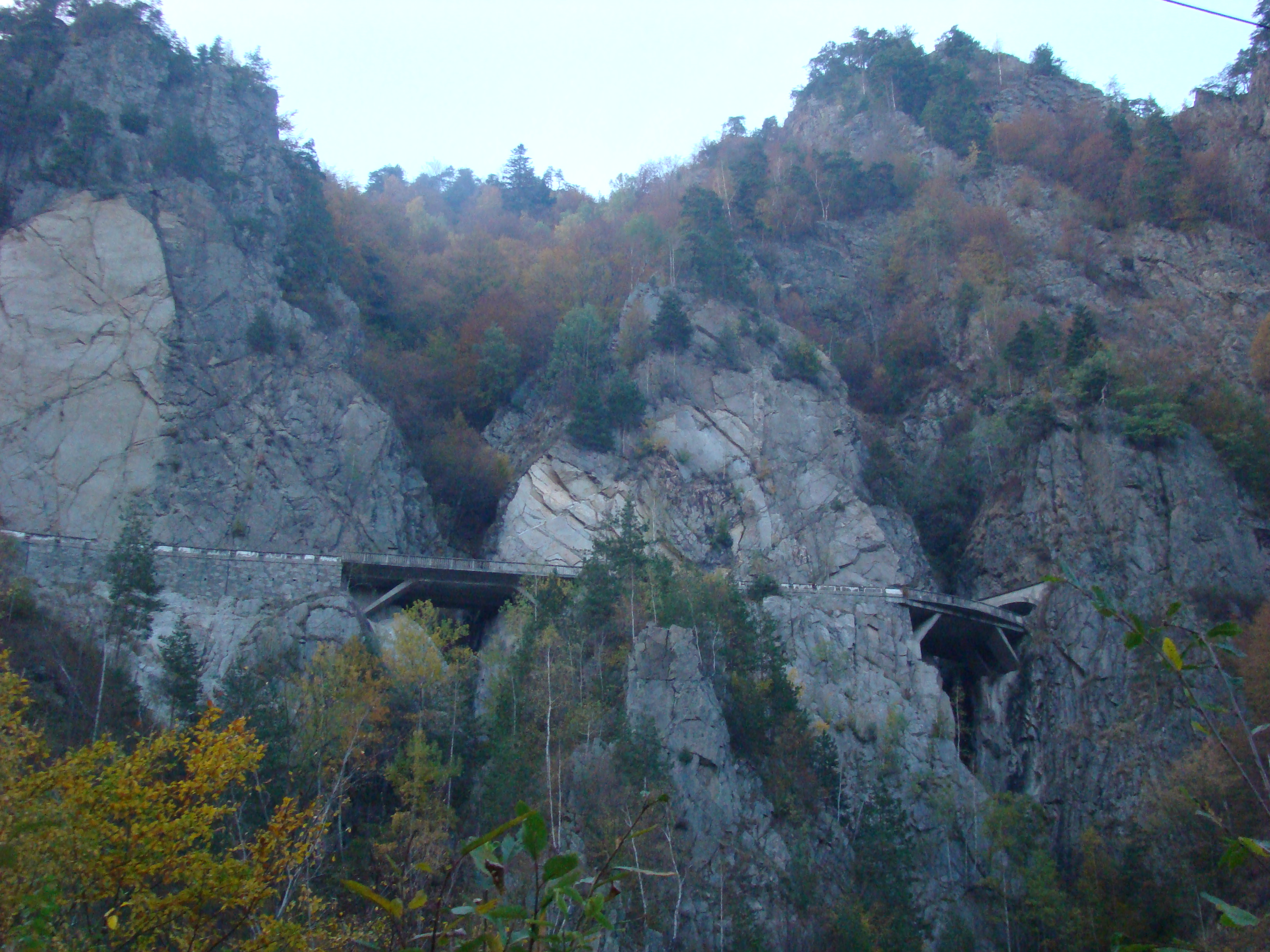
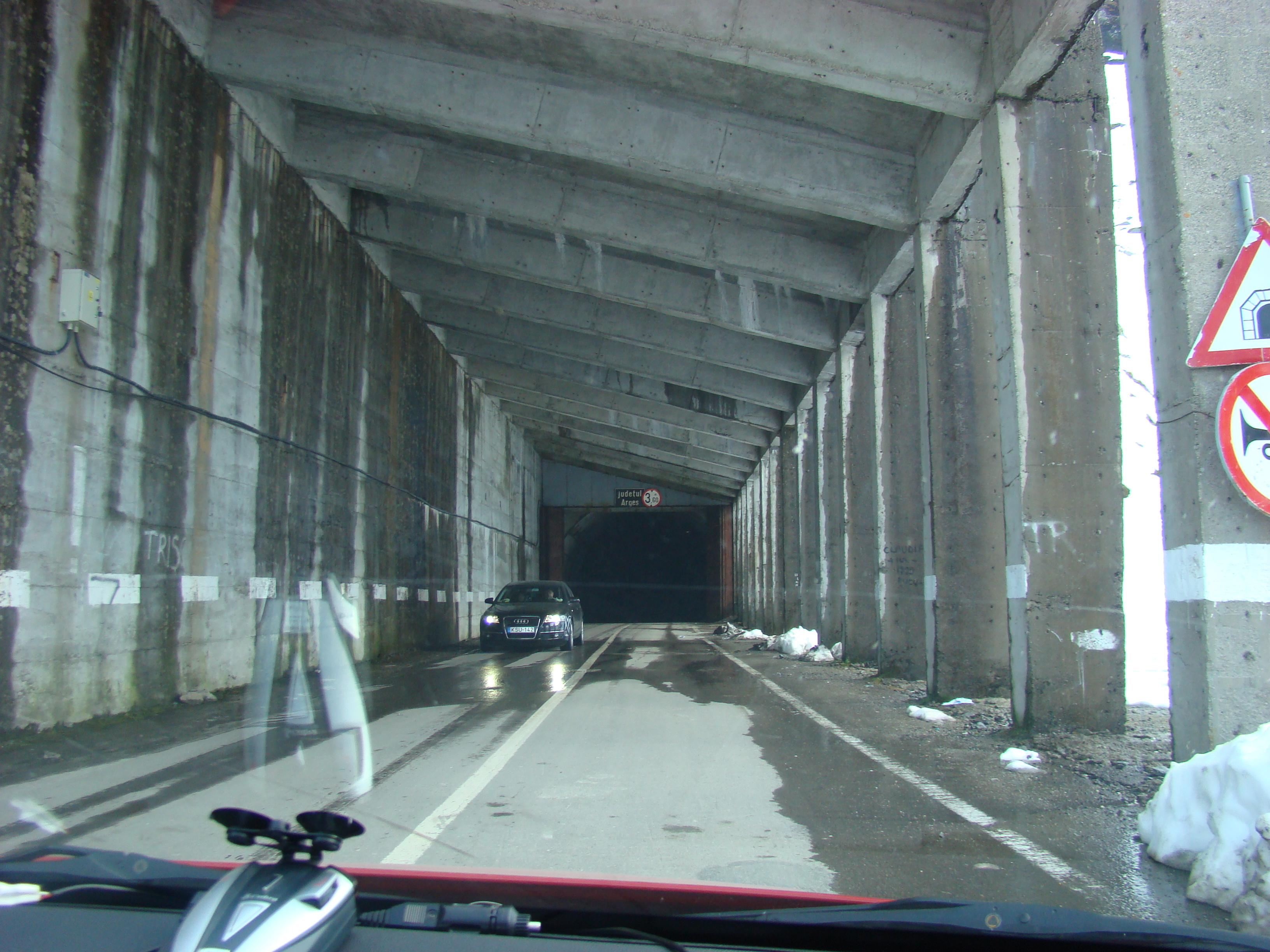
Тоннель Быля
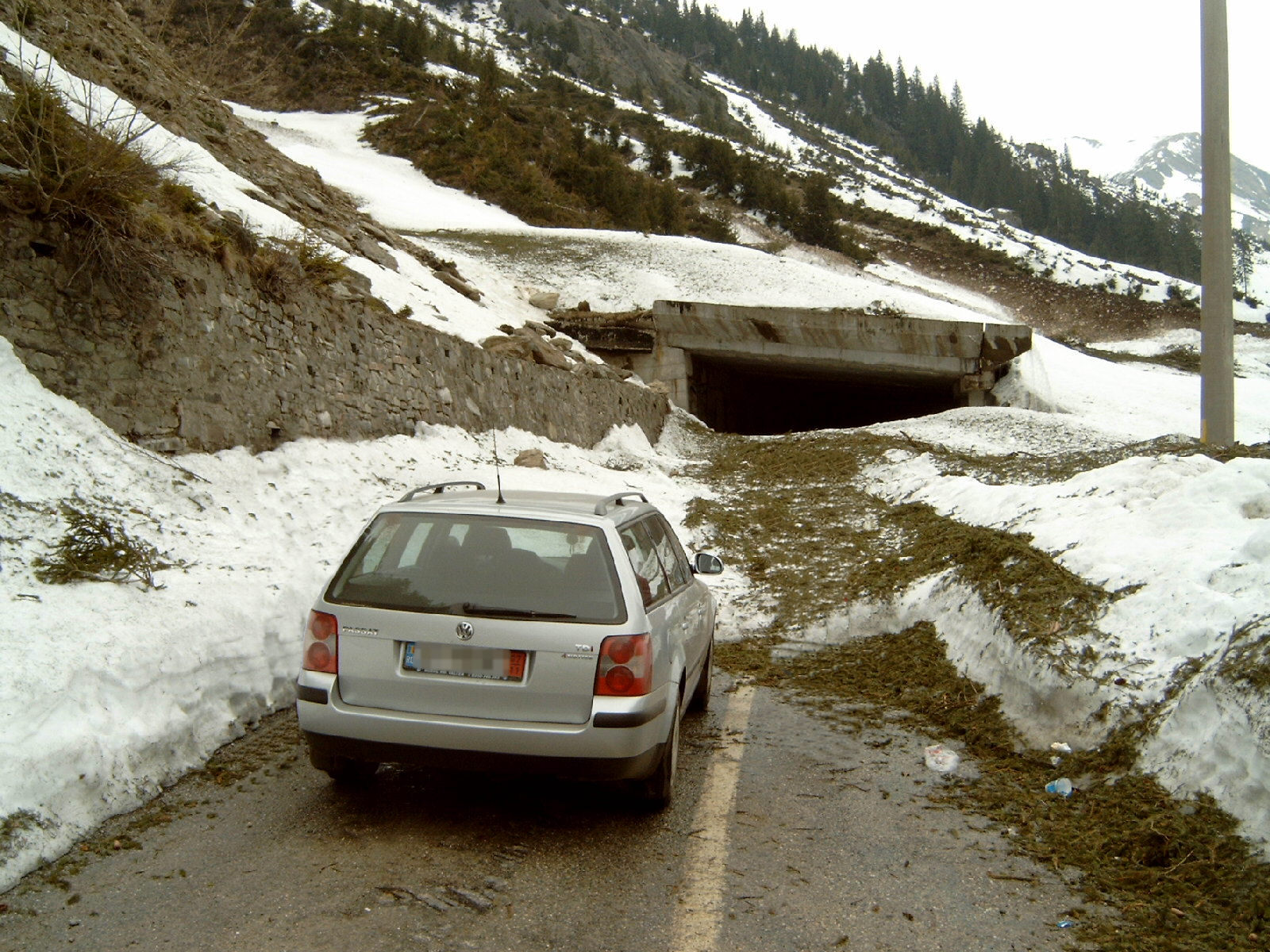
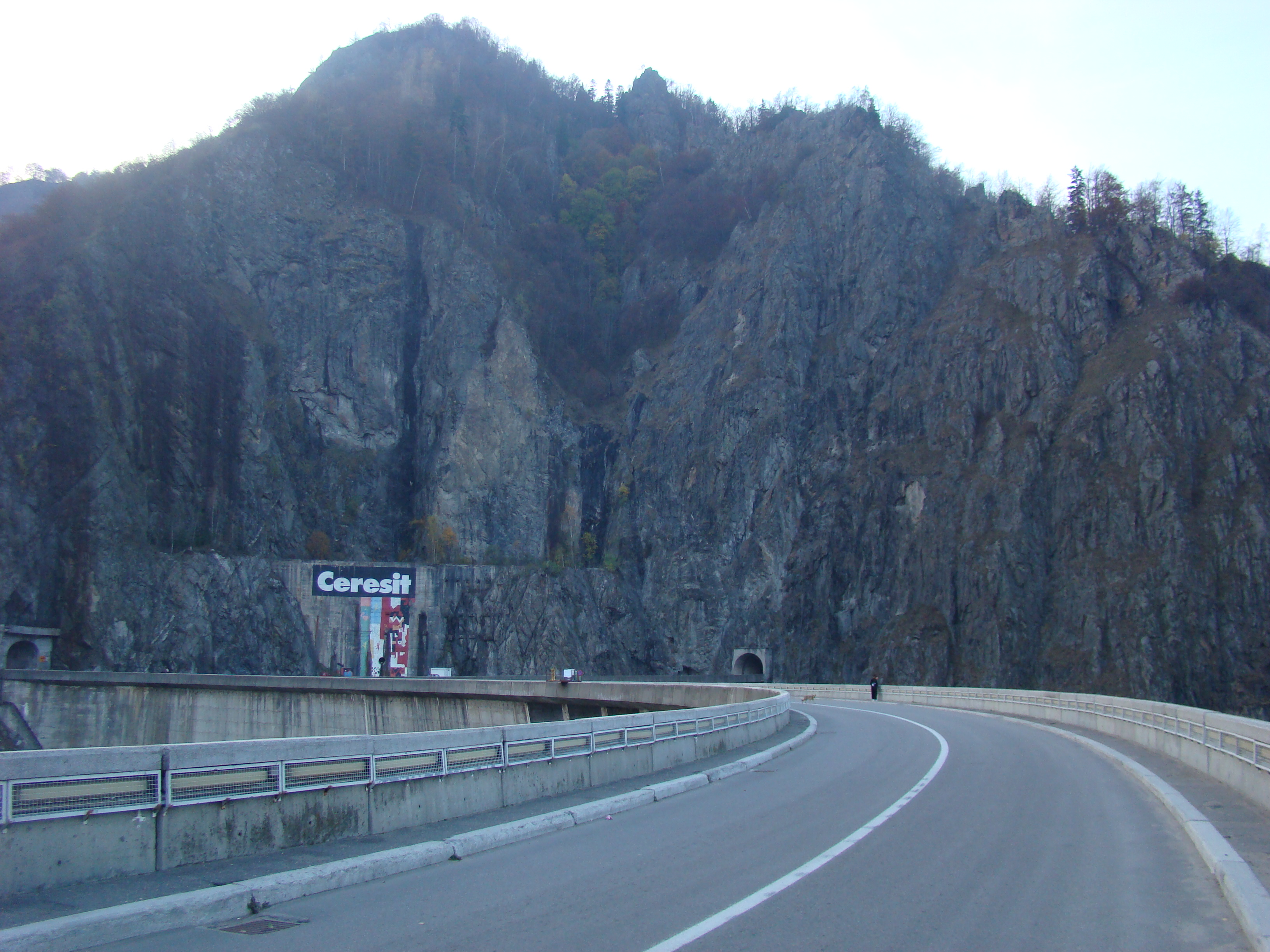
Плотина
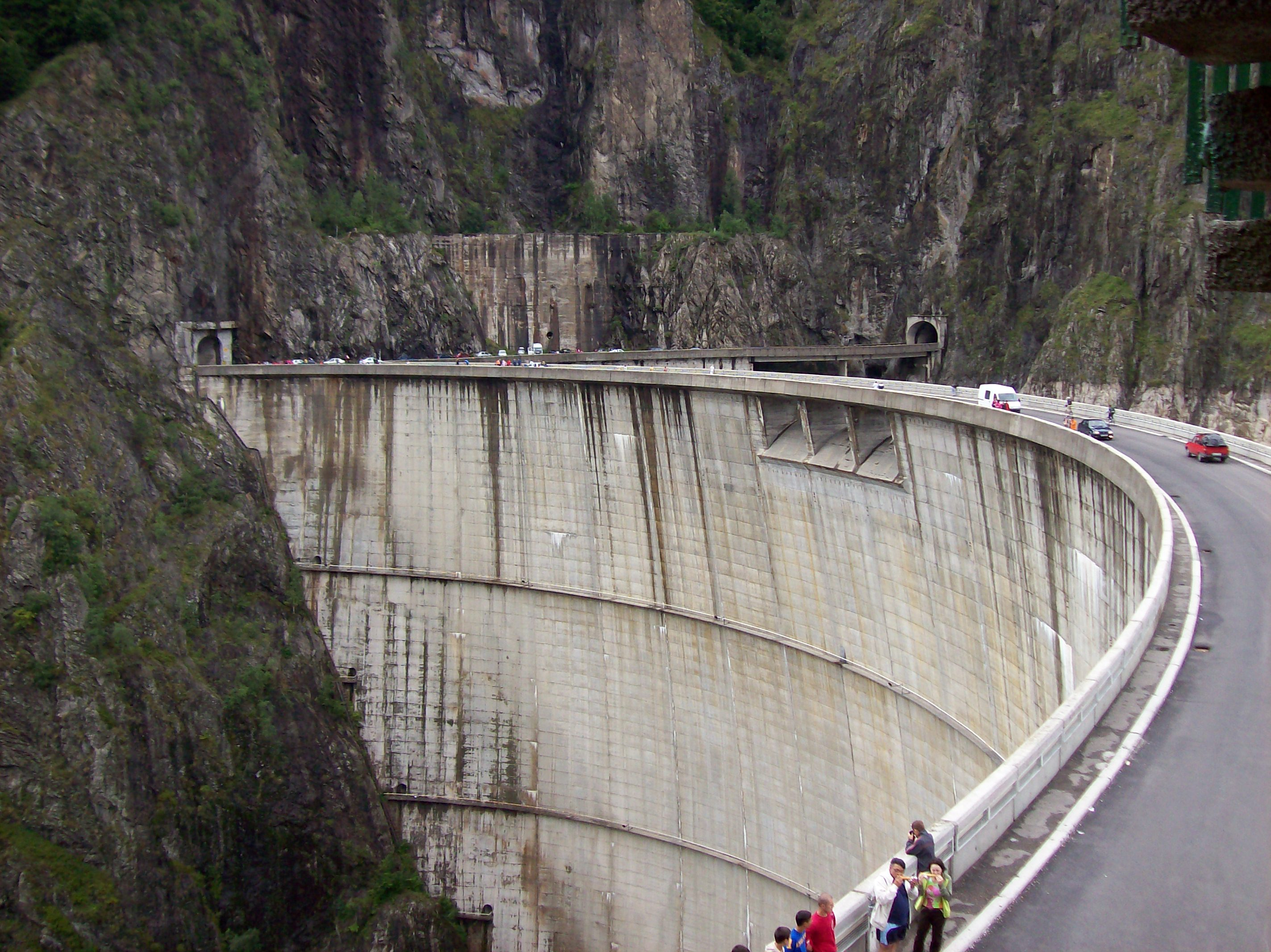
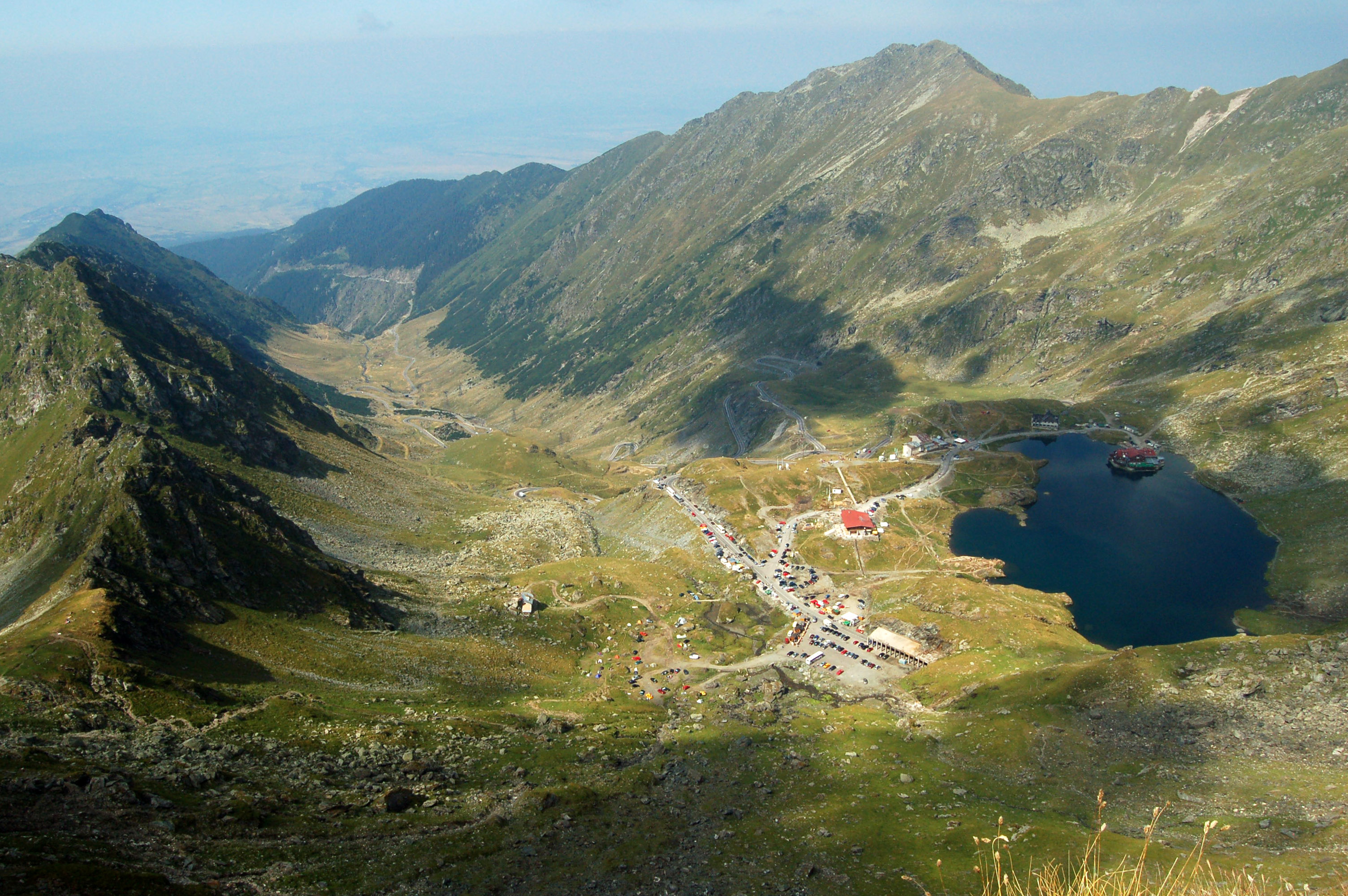
Трансфэгэрашское шоссе и озеро Быля
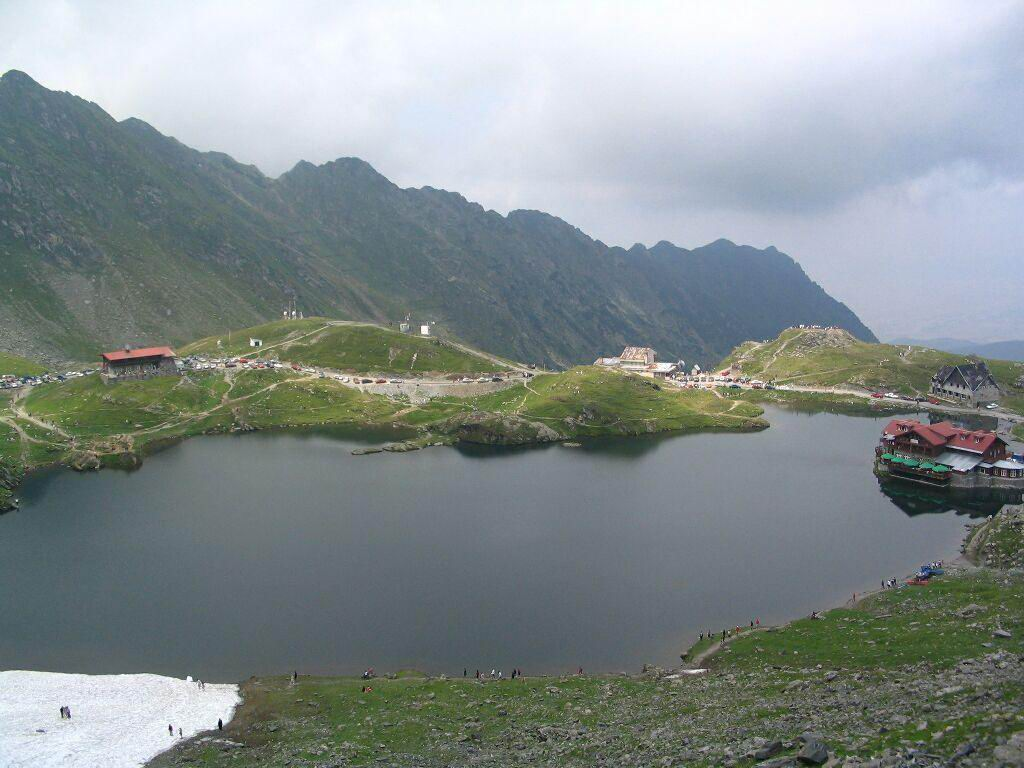
Озеро Быля
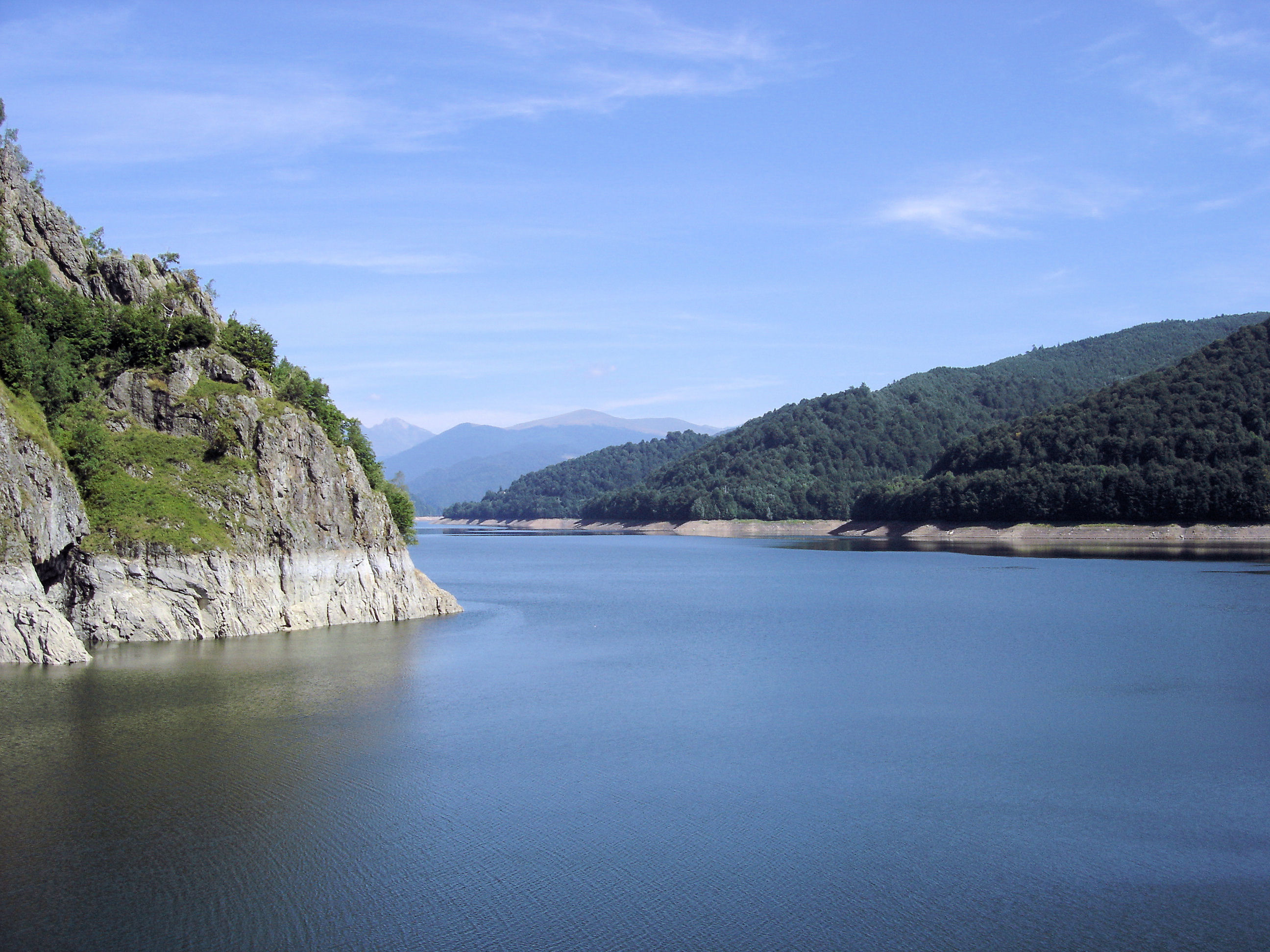
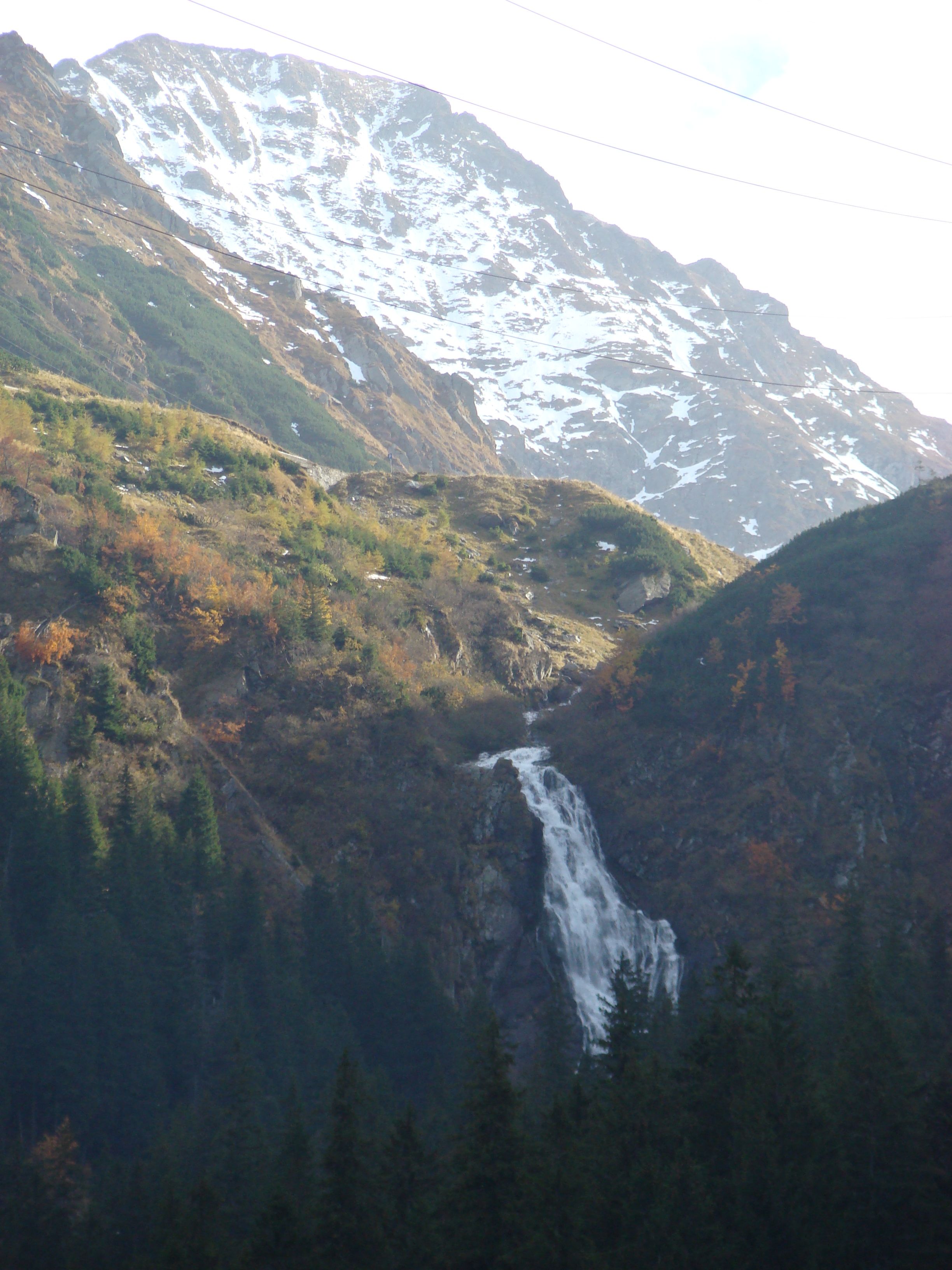
Водопад на Быля
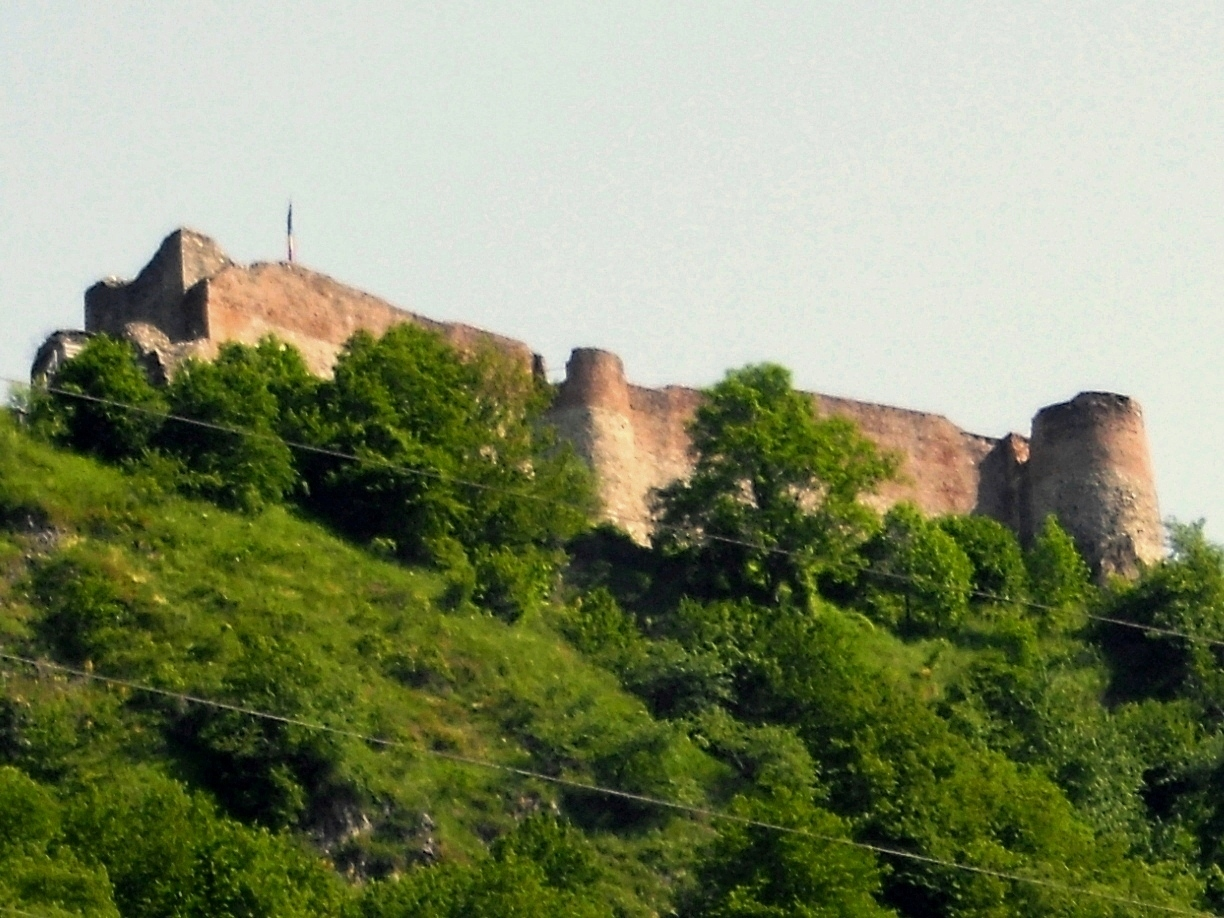
Поенари - резиденция Дракулы в Валахии, южная часть шоссе
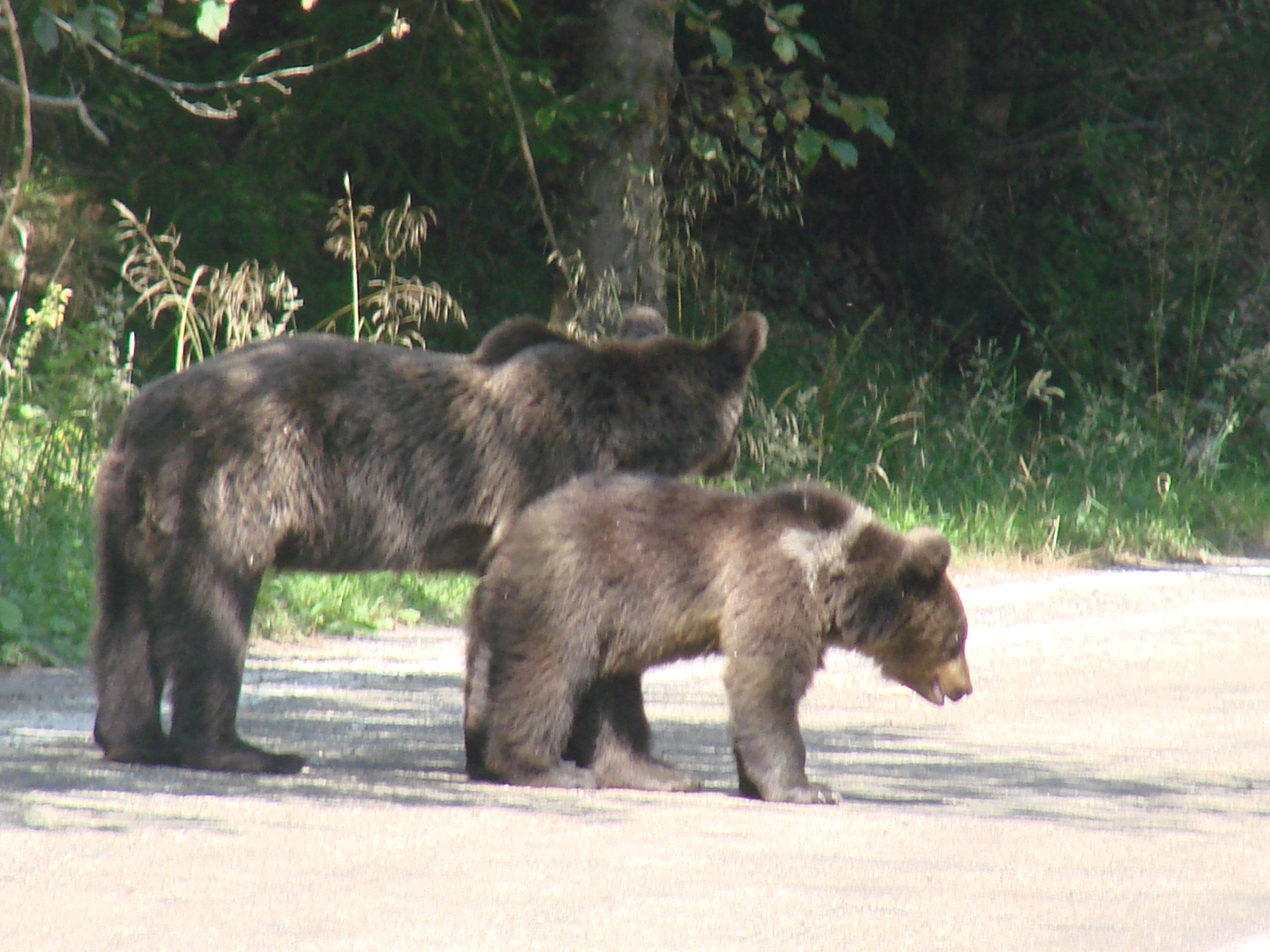